# راينشتيتن
راين اشتتن (بالألمانية: Rheinstetten) هي Grosse Kreisstadt، مدينة وبلدة ألمانية تقع في ألمانيا في بادن-فورتمبيرغ. يقدر عدد سكانها بـ 20,406 نسمة .

## المدن التوأمة
مدن Palca، Vecsés ونافارينكس ‏ هي مدن توأمة لـراين اشتتن.